# Antonio Varni
Antonio Varni (Genova, 1839 – San Pier d'Arena, 27 giugno 1908) è stato un pittore italiano.

## Biografia
Varni nacque a Genova nel 1839 (altre fonti indicano il 1841), figlio di un pittore, anch'egli di nome Antonio, e di sua moglie Teresa.
Seguendo le orme paterne si iscrisse nel 1853 all'Accademia ligustica di belle arti, dove fu allievo di ottimo profitto, tanto che nel 1858 espose per la prima volta presso la mostra organizzata dalla Società promotrice di belle arti genovese. Nel 1862 prese parte al concorso per ottenere la pensione del Marchese Durazzo che garantiva sovvenzione agli studi artistici. Il riconoscimento fu conferito dapprima a Virginio Grana (1833 – 1888), il quale rifiutò: Varni pertanto subentrò e si recò a Firenze per studiare presso l'Accademia di belle arti.
Nel quinquennio trascorso a Firenze, Varni studiò sotto Antonio Ciseri ed Enrico Pollastrini, e venne in contatto con l'arte dei Macchiaioli, che lo influenzò nella sua produzione pittorica.  Nel 1866 espose per la prima volta a Firenze. Fatto ritorno a Genova, Varni aderì alla Scuola grigia ivi sorta, contribuendo con quadri di paesaggi liguri con elementi ripresi dalla scuola dei Macchiaioli. Nel 1870 gli fu conferito il Premio Principe Oddone per l'opera Dante e Virgilio incontrano Sordello.
L'attività espositiva di Varni proseguì sia a Genova, sia a Firenze e Torino. Nel 1901 espose presso la Biennale di Venezia. Morì a San Pier d'Arena il 27 giugno 1908 all'età di 68 anni in condizioni di indigenza nella sua casa di Via Colombo al civico 1.

## Stile
Inizialmente formato con stilemi classici durante il periodo trascorso presso l'Accademia ligustica, Varni subì una profonda influenza dei Macchiaioli durante il suo soggiorno a Firenze, durato cinque anni. Aderente alla Scuola grigia, Varni dipinse paesaggi di varie località liguri (tra cui Prà, Sestri Ponente e Voltri) nonché soggetti di ispirazione letteraria e storica, tra cui una serie di quadri sui Promessi Sposi di Alessandro Manzoni e un'opera raffigurante la morte di Anita Garibaldi. Il Varni fu comunque sempre fedele ai dettami basilari della Scuola grigia, insieme all'altro pittore Angelo Costa.